# Helixaxine winteri
Helixaxine winteri är en plattmaskart. Helixaxine winteri ingår i släktet Helixaxine och familjen Heteraxinidae. Inga underarter finns listade i Catalogue of Life.